# Трентон (Онтаріо)
Трентон (16 770 населення у 2001 р.) — велика неінкорпорована громада в Центральному Онтаріо в муніципалітеті Квінті-Вест, Онтаріо, Канада. Розташований на затоці Квінті, він є відправною точкою для водного шляху Трент — Северн, який продовжується на північний захід до Пітерборо і далі до Порт-Северна на затоці Джорджен-Бей.

## Історія
Річка Трент була відома народові Місісаґів як Санґічівіґевонґ, або «швидка течія». Європейці перейменували її на честь річки Трент в Англії.
Французький дослідник Самюель де Шамплен сплавлявся Трентом, минаючи Трентон, у 1615 році. Територія навколо гирла річки Трент вперше була заселена європейцями в 1780-х роках. Різні хутори та міські поселення в цьому районі носили ряд локальних назв, поки в 1853 році не були офіційно включені у містечко Трентон. Трентон зріс завдяки своєму портовому розташуванню та лісовій промисловості району. Під час Першої світової війни в містечку знаходився великий завод з виробництва боєприпасів, що належав Британській хімічній компанії. Це підприємство було побудовано в 1915 році для виробництва артилерії, гвинтівок та патронів до стрілецької зброї. За три тижні до кінця війни на заводі стався вибух, який зрівняв його з землею. Залишки старого заводу можна знайти й сьогодні.
Трентон також був важливим центром кіновиробництва. У 1917 році в містечку була збудована кіностудія, де знімали ряд фільмів. У 1923 році Трентонську кінофабрику придбав уряд Онтаріо для розміщення студії та лабораторії Кінознімального бюро Онтаріо. З появою звукового кіно і переходом на 16-мм плівку обладнання кінофабрики застаріло, і підприємство закрили в 1934 році.
Будівництво RCAF Station Trenton, головної військової бази Королівських ВПС Канади на схід від Трентона, почалося в 1929 році і тривало до 1930-х років. Це дало значний економічний підйом для регіону під час Великої депресії, Другої світової війни та пізніше.
Трентон отримав статус міста в 1980 році. 1 січня 1998 року Трентон був об'єднаний з селом Франкфорд і містечками Мюррей і Сідней, утворивши муніципалітет Квінті-Вест. Трентон, де проживає майже половина населення Квінті-Вест, є найбільшою громадою в муніципалітеті та одним із найбільших неінкорпорованих поселень Онтаріо.

## Економіка
База Канадських військ Трентон (англ. CFB Trenton/8 Wing), розташована у східній частині міста, є важливим об'єктом для транспортних та пошуково-рятувальних операцій  Королівських ВПС Канади, а також основним роботодавцем Трентона.
Серед інших великих роботодавців – Trenton Cold Storage, Norampac, Mapco, Citipack, Jobsters, Pentair Thermal Controls, Nestlé, ElectroCables, Domtech, Global Med Inc. (Шауенбург), Mckesson Canada і DECA Cables.
Туризм, особливо водний, також відіграє важливу роль в економіці, враховуючи розташування Трентона як південної точки входу для водного шляху Трент - Северн.
У 1917–1920 роках The Parker Bros. Textile Mill була кіностудією, через яку Трентон охрестили «Північним Голлівудом».

## Транспорт

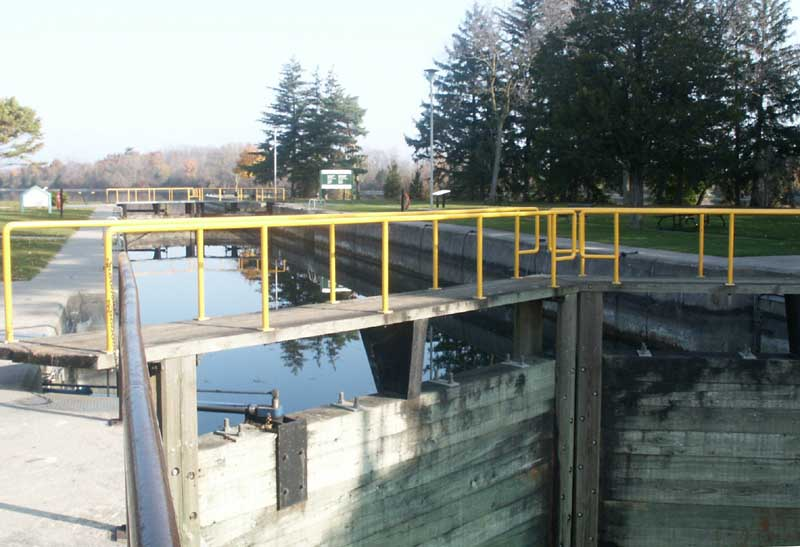
Шлюз №1 на водному шляху Трент - Северн у Трентоні

Шосе 401 перетинає річку Трент на північній стороні міста. Гастінґс Каунті-роуд 2 (раніше шосе Онтаріо 2) є основним маршрутом зі сходу на захід через місто, що веде до Брайтона на заході та до Бельвіля на сході. Основним маршрутом з півночі на південь є Гастінґс Каунті-роуд 33 (колишнє шосе Онтаріо 33), що веде до Піктона на південь і Стірлінґа на півночі.
Через місто проходять головні залізничні лінії Канадської тихоокеанської та Канадської національної залізниць Торонто – Оттава — Монреаль. Via Rail пропонує обмежені пасажирські перевезення з Торонто, Оттави та Монреаля через Кінґстон до залізничної станції Трентон-Джанкшен.
Трентон має цивільне авіаційне сполучення з аеродрому військової бази CFB Trenton у східній частині міста.
Трентон є відправною точкою для водного шляху Трент — Северн, і два шлюзи (шлюз №1 і шлюз №2) розташовані на території міста.
У Трентоні також є місцева система громадського транспорту, якою керує Quinte Access. Автобуси курсують за погодинним графіком з понеділка до п'ятниці з обмеженим обслуговуванням у суботу (але не в неділю), і часом на свята спеціалізованими автобусами Chevrolet Arboc з пандусами для інвалідних візків. Кілька приватних фірм надають послуги таксі.

## Клімат
| Клімат у Трентоні, Онтаріо | Клімат у Трентоні, Онтаріо | Клімат у Трентоні, Онтаріо | Клімат у Трентоні, Онтаріо | Клімат у Трентоні, Онтаріо | Клімат у Трентоні, Онтаріо | Клімат у Трентоні, Онтаріо | Клімат у Трентоні, Онтаріо | Клімат у Трентоні, Онтаріо | Клімат у Трентоні, Онтаріо | Клімат у Трентоні, Онтаріо | Клімат у Трентоні, Онтаріо | Клімат у Трентоні, Онтаріо | Клімат у Трентоні, Онтаріо |
| Показник                   | Січ.                       | Лют.                       | Бер.                       | Квіт.                      | Трав.                      | Черв.                      | Лип.                       | Серп.                      | Вер.                       | Жовт.                      | Лист.                      | Груд.                      | Рік                        |
| Абсолютний максимум, °C    | 14,5                       | 13,5                       | 25,4                       | 29,6                       | 33,3                       | 35,6                       | 38,9                       | 36,1                       | 35,0                       | 25,6                       | 22,8                       | 16,2                       | 38,9                       |
| Середній максимум, °C      | −2,6                       | −1,4                       | 3,9                        | 11,3                       | 18,4                       | 23,2                       | 26,1                       | 25,0                       | 20,2                       | 13,5                       | 6,8                        | 0,5                        | 12,1                       |
| Середня температура, °C    | −7,5                       | −6,3                       | −1                         | 6,1                        | 12,7                       | 17,6                       | 20,5                       | 19,4                       | 14,8                       | 8,3                        | 2,6                        | −4                         | 7,0                        |
| Середній мінімум, °C       | −12,3                      | −11,2                      | −5,8                       | 0,9                        | 7,1                        | 11,9                       | 14,9                       | 13,8                       | 9,3                        | 3,1                        | −1,6                       | −8,4                       | 1,8                        |
| Абсолютний мінімум, °C     | −35,1                      | −32,2                      | −28,9                      | −14,4                      | −6,1                       | 1,1                        | 5,6                        | 3,3                        | −4,6                       | −8,3                       | −19,4                      | −31,8                      | −35,1                      |
| Норма опадів, мм           | 70.1                       | 54.0                       | 72.4                       | 77.1                       | 71.6                       | 79.5                       | 56.1                       | 77.1                       | 87.6                       | 76.0                       | 91.8                       | 80.4                       | 893.8                      |
| Днів з опадами             | 16,3                       | 13,2                       | 13,5                       | 12,3                       | 12,2                       | 11,9                       | 9,1                        | 10,7                       | 11,6                       | 12,8                       | 14,7                       | 15,8                       | 154,2                      |
| Днів з дощем               | 5,6                        | 5,3                        | 8,4                        | 11,3                       | 12,2                       | 11,9                       | 9,1                        | 10,7                       | 11,6                       | 12,7                       | 12,3                       | 7,7                        | 118,8                      |
| Днів зі снігом             | 13,3                       | 10,6                       | 7,6                        | 2,2                        | 0,03                       | 0                          | 0                          | 0                          | 0                          | 0,37                       | 4,1                        | 11,5                       | 49,8                       |
| -------------------------- | -------------------------- | -------------------------- | -------------------------- | -------------------------- | -------------------------- | -------------------------- | -------------------------- | -------------------------- | -------------------------- | -------------------------- | -------------------------- | -------------------------- | -------------------------- |

## Відпочинок і культура
Трентон розташований на прибережному туристичному маршруті Ontario Waterfront Trail вздовж берега озера Онтаріо. Навколо Трентона є численні заповідні зони, молодіжні табори, кемпінги, місця для пікніків і пристані для яхт. У цьому районі є дев'ять полів для гольфу, три хокейні ковзанки, численні футбольні поля, боулінг, багатокілометрові пішохідні доріжки, парк для собак, керлінгові ковзанки та бейсбольні поля, а також багато інших видів відпочинку. Трентон також служить воротами до округу принца Едварда, на південь від затоки Квінті. Цей район стає все більш відомим своїми винарнями, кемпінгами, пляжами та катанням на човнах.
У місті є юніорська хокейна команда «Трентон Ґолден Гокс», яка виступає в молодіжній хокейній лізі Онтаріо — OJHL.
Трентон є місцем розташування Національного музею ВПС Канади. У ньому представлений оригінальний бомбардувальник RAF Halifax, 75-та капсула часу RCAF, Lockheed CC-130E Hercules та багато інших літаків і експонатів. Зараз у музеї реставрують бомбардувальник Avro Lancaster.
Кожного літа військова авіабаза CFB Trenton також приймає понад тисячу повітряних кадетів-авіаторів (англ. Royal Canadian Air Cadets), які відвідують двотижневі ознайомчі курси, тритижневі початкові спеціальні курси та шеститижневі курси підвищення кваліфікації, а також має спеціальні штатні посади для стажування старших кадетів. Ці літні курси знайомлять кадетів із середовищем військового навчання. Більшість таборів тут також відвідують з екскурсіями аеродром, Музей авіації та інші відповідні місця.
Трентон є популярним місцем спортивної риболовлі. У затоці Квінті і на річці Трент рибалять на судака, окуня, щуку, сома. У певні пори року в річці Трент і в холодних потоках в цьому районі можна ловити лососів і райдужну форель. Щороку в травні клуб Kiwanis у Трентоні проводить щорічне рибальське дербі в прямому ефірі, залучаючи тисячі спортивних рибалок з усієї Північної Америки з великими призами за мічену рибу та найважчого судака та північну щуку.
У 1990 році канадський поет Ел Перді (отримав орден Канади і нагороду генерал-губернатора) опублікував свій єдиний роман «Осколок у серці» . Вся дія твору відбувається в Трентоні та дає історичний погляд на місто. У ньому згадуються багато визначних пам’яток міста (гора Пеліон, мости, річка Трент тощо) і документується період міста безпосередньо до та після вибуху величезного заводу боєприпасів у 1918 році. Перді також написав вірш під назвою «У готелі Quinte» про стрип-клуб у Трентоні під назвою The Sherwood Forest Inn.

## Освіта
Систему державних шкіл обслуговує шкільна рада округів Гастінґс та Принц-Едвард. Окрему шкільну систему обслуговує шкільна рада католицького району Алґонкін і Лейкшор, а також одна школа в цьому районі, яка входить до сусідньої шкільної ради, - шкільної ради району Каварта-Пайн-Рідж.
Державні школи:
- Державна школа Трент-Рівер [Архівовано 13 січня 2022 у Wayback Machine.]
- школа Північного Трентона
- школа принца Чарльза
- Віце-президент Державної школи
- Трентонська середня школа Карсуелла [Архівовано 1 січня 2013 у Archive.is]

Окремі школи: 
- Католицька школа Св. Марії
- Католицька школа Св. Петра
- Католицька середня школа Св. Павла
- Державна школа Сторіччя Мюррея [Архівовано 11 січня 2022 у Wayback Machine.]
- Трентонська християнська школа [Архівовано 13 січня 2022 у Wayback Machine.] (приватна)

Французькі школи: 
- державна школа Bayside [Архівовано 10 липня 2015 у Wayback Machine.] (розташована в Bayside)
- École élémentaire Catholique l'Envol [Архівовано 11 січня 2022 у Wayback Machine.] (Французька католицька школа)
- École élémentaire publique Cité-Jeunesse [Архівовано 11 січня 2022 у Wayback Machine.] (Французька державна школа)
- École secondaire publique Marc-Garneau [Архівовано 11 січня 2022 у Wayback Machine.] (Французька державна середня школа)

## Відомі особи
- Марк Тесьє-Лавінь (1959 р.н.), нейробіолог, 11-й і нинішній президент Стенфордського університету.
- Рой Боністіл (1930–2013), журналіст і колишній ведучий телевізійної програми CBC Man Alive.
- Мел Бріджмен (1955 р.н.), колишній гравець Національної хокейної ліги.
- Вільям Блісделл Кемерон (1862–1951), який пережив різанину на Жаб'ячому озері, письменник, журналіст.
- Ґрейдон Картер, головний редактор Vanity Fair .
- Генрі Комсток (1820–1870), на честь якого названо Комсток-Лод у Неваді.
- Джордж Ферґюсон (1952–2019), колишній професійний хокеїст « Торонто Мейпл Ліфс» .
- Джон Ґаррет (1951 р.н.), колишній воротар Національної хокейної ліги та хокейний диктор.
- Говард Ґреєм (1898–1986), командувач канадською армією (1955–1958).
- Стів Ґрейвз (1964 р.н.), колишній хокеїст Національної хокейної ліги.
- Джейна Геффорд (1977 р.н.), учасниця жіночої збірної Канади з хокею на Зимових Олімпійських іграх 2014 у Сочі.
- Пітер Кнеґт (1984 р.н.), письменник, продюсер і режисер.
- Елізабет Менлі (1965 р.н.), срібна призерка Олімпійських ігор 1988 року з фігурного катання.
- Бренда Мартін, канадка, ув'язнена в Мексиці .
- Стів Сміт (1963 р.н.), колишній гравець Національної хокейної ліги.
- Пітер Вінтонік (1953–2013), режисер-документаліст.
- Ел Перді (1918–2000), CM, OOnt, один із найвідоміших канадських письменників.
- Адам Сіуї (1982 р.н.), олімпійський плавець 2008 року.

## Зовнішні посилання
- City of Quinte West Official Homepage [Архівовано 1 грудня 1998 у Wayback Machine.]
- Trentonian Newspaper [Архівовано 11 липня 2002 у Wayback Machine.]
- A town and port of entry of Hastings County, Ontario//The New International Encyclopædia
- Memories of Good Times : A Pictorial History of the Lives and Activities of the People of Trenton Over the Past Century (Trent Port Historical Society, 1982) [Архівовано 11 січня 2022 у Wayback Machine.]
- Trenton Downtown Business Improvement Area [Архівовано 22 січня 2021 у Wayback Machine.]